# Reinhard Kock
Reinhard Kock (* 4. September 1958) ist ein ehemaliger deutscher Fußballspieler.

## Laufbahn
Kock spielte beim HSV Barmbek-Uhlenhorst und beim SC Concordia Hamburg, bevor er 1985 zum FC St. Pauli wechselte. In seiner ersten Spielzeit bei Pauli, 1985/86, feierte Kock mit seinen Mitspielern die Meisterschaft in der Oberliga Nord. St. Pauli schaffte den Aufstieg ins deutsche Profigeschäft. Kock, hauptberuflich als Architekt tätig, bestritt 21 Spiele in der ersten Spielzeit in der 2. Bundesliga und steuerte somit seinen Anteil zur Belegung des dritten Platzes in der Abschlusstabelle bei. In den anschließenden Relegationsspielen kam er nicht zum Zuge. Seine Mannschaft konnte sich gegen den FC Homburg nicht durchsetzen und verblieb in der 2. Liga. in der Saison 1987/88 absolvierte Kock zehn Spiele und trug somit zum Aufstieg in die Bundesliga, durch den zweiten Platz im Ligabetrieb bei. In der Bundesliga belegte St. Pauli den zehnten Platz. Kock kam zu einem Einsatz: Am letzten Spieltag der Saison wurde er für die letzten 25 Minuten im Spiel gegen Bayer 05 Uerdingen eingewechselt, danach entschied er sich zum Abschied aus dem Profifußball und wurde reamateurisiert.